# シャルロッテンルンド宮殿

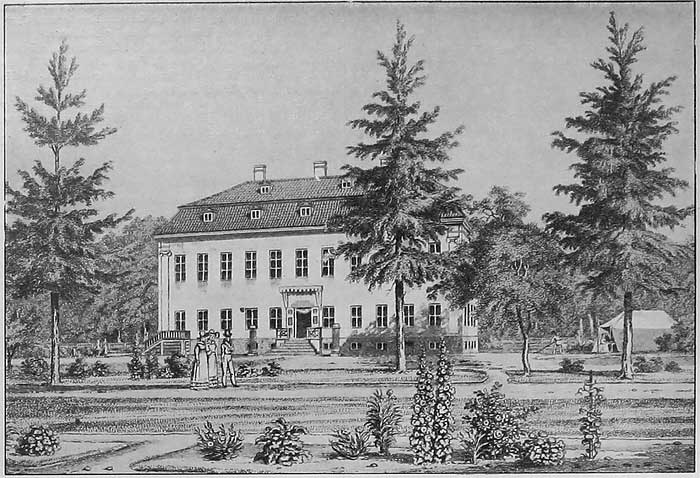
Charlottenlund Palace. Drawing by H.G.F. Holm, c. 1830

シャルロッテンルンド宮殿（シャルロッテンルンドきゅうでん）はデンマーク、コペンハーゲン近郊の小さな宮殿である。この宮殿のバロック様式は1731年から1733年に作られたGyldenlund宮殿の基礎を用いている。この宮殿の名前はフレデリク4世の娘でクリスチャン6世の妹であるシャルロッテ・アマーリエにちなんで名付けられた。1880年代に改築拡張され今日のフランスルネサンス様式の形となった。
最初に王族がここに移ったのは1869年で、フレデリック皇太子とその妻ロヴィーサが引っ越して来ている。クリスチャン10世とホーコン7世がこの宮殿で生まれている。皇太后ルイーゼは1926年に亡くなるまでこの宮殿に住んでいた。王族が住んでいたのは1935年までで、その後はen:Danish Fishery Surveyとして利用された。今日では宮殿の敷地の隅にデンマーク水族館がある。